# Lindmania holstii
Lindmania holstii là một loài thực vật có hoa trong họ Bromeliaceae. Loài này được Steyerm. & L.B.Sm. mô tả khoa học đầu tiên năm 1988.